# NGC 6868
NGC 6868 est une vaste galaxie elliptique située dans la constellation du Télescope. Sa vitesse par rapport au fond diffus cosmologique est de 2 716 ± 18 km/s, ce qui correspond à une distance de Hubble de 40,1 ± 2,8 Mpc (∼131 millions d'al). NGC 6868 a été découverte par l'astronome britannique John Herschel en 1834.
NGC 6868 est une galaxie LINER, c'est-à-dire une galaxie dont le noyau présente un spectre d'émission caractérisé par de larges raies d'atomes faiblement ionisés. De plus, c'est est une radiogalaxie à spectre continu (« Flat-Spectrum Radio Source »).  
À ce jour, 16 mesures non basées sur le décalage vers le rouge (redshift) donnent une distance de 33,737 ± 8,448 Mpc (∼110 millions d'al), ce qui est à l'intérieur des valeurs de la distance de Hubble. Notons cependant que c'est avec la valeur moyenne des mesures indépendantes, lorsqu'elles existent, que la base de données NASA/IPAC calcule le diamètre d'une galaxie et qu'en conséquence le diamètre de NGC 6868 pourrait être d'environ 85,8 kpc (∼280 000 al) si on utilisait la distance de Hubble pour le calculer.

## Groupe de NGC 6868
Selon A. M. Garcia NGC 6868 fait partie d'un groupe de galaxies qui porte son nom. Le groupe de NGC 6868 renferme au moins 11 membres. Les autres galaxies sont NGC 6851, NGC 6861, NGC 6870, NGC 6875, NGC 6893, IC 4943, NGC 6861D (PGC 64153), NGC 6875A (PGC 64240), ESO 233-36 et ESO 284-47.